# Georg Duffing

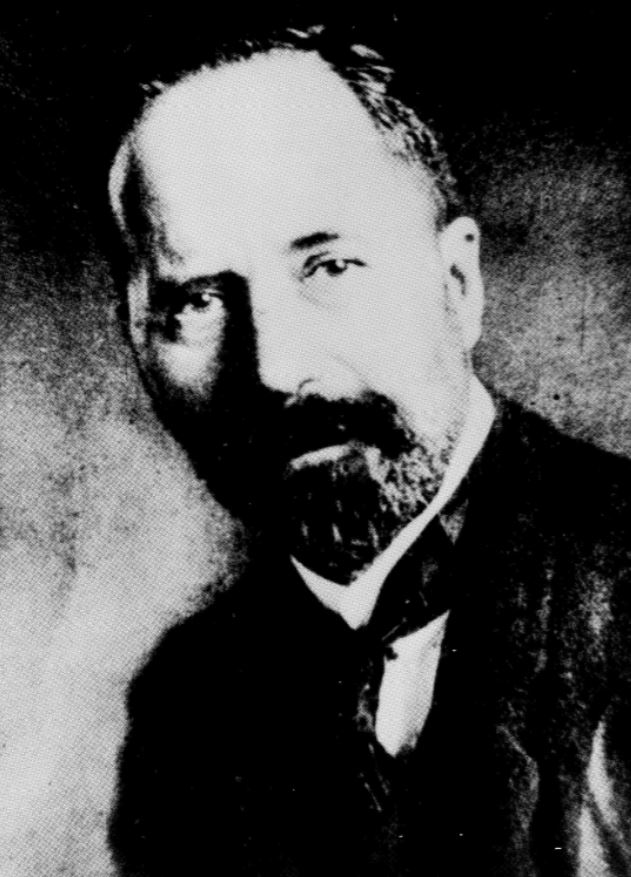
Georg Duffing

Georg Wilhelm Christian Caspar Duffing (* 11. April 1861 in Waldshut; † 5. April 1944 in Schwedt/Oder) war ein deutscher Ingenieur und Erfinder. Er beschrieb 1918 Schwingungen und ihre Resonanzen mit mathematischen Gleichungen, den Duffing-Oszillator.

## Familie und Werdegang
Georg Duffing wurde 1861 im badischen Waldshut als ältester Sohn des Kaufmannes Christian Duffing und seiner Frau Julie Spies geboren. 1862 zog die Familie nach Mannheim, wo der Schwiegervater eine Zimmerei besaß. Auf dem Gymnasium zeigte Duffing besondere Begabung in Mathematik und Musik. Aufgrund eines Herzfehlers verzichtete Duffing auf die zunächst beabsichtigte militärische Laufbahn und schrieb sich von 1878 bis 1883 am Polytechnikum Karlsruhe sukzessive in Mathematik, Ingenieurwissenschaften und Maschinenbau ein. Trotz seines Herzfehlers gewann er die badischen Turnermeisterschaften. Nach Beendigung des Studiums, wobei ein Examen möglicherweise nicht abgelegt wurde, trat Duffing in Köln-Deutz AG ein und wirkte an der Entwicklung eines Gasmotors mit, der 1905 erfolgreich vorgestellt wurde. Duffing hospitierte 1910 in den USA bei Westinghouse Electric, einem Unternehmen, das in der Energieübertragung führend war. Zurückgekehrt nach Deutschland ließ sich Duffing 1913 in Berlin als Erfinder und freier Schwingungswissenschaftler nieder. Duffing besuchte die Vorlesungen Max Plancks zur Quantenphysik und forschte mit Unterstützung von Eugen Meyer an der Technischen Universität Berlin-Charlottenburg. 1918 veröffentlichte er seine viel beachtete Arbeit über Pendelschwingungen mit einer Differentialgleichung, die nach ihm Duffingsche Differentialgleichung oder Duffing-Oszillator benannt wurde. 1921 trat der in wirtschaftlichen Schwierigkeiten steckende Duffing in Hamburg in die Dienste der Ölwerke Stern-Sonneborn AG (Ossag), bei der er sich mit dem Reibungsverhalten und der Viskosität von Schmierölen beschäftigte und das Entwicklungslaboratorium der Firma leitete. Durch eine schmierölbedingte Havarie der Cap Arcona 1929 geriet Duffing, der infolge von internen Machenschaften in der Firma vor Gericht um seine Reputation kämpfen musste, ins berufliche Aus. 1931 zog Duffing nach Berlin zurück. Wegen der Luftangriffe auf Berlin brachte er sich in Schwedt in Sicherheit, wo er am 5. April 1944 verstarb. Georg Duffing wurde in Berlin auf dem Friedhof der Jerusalems- und Neuen Kirchengemeinde begraben. Duffing war in Deutschland und den USA Inhaber verschiedener technischer Patente.

## Bedeutung
Der Wert von Georg Duffings Gleichung zur Schwingungslehre liegt bis heute in seinem Modellcharakter für physikalische Systeme und seiner Eignung als mathematisches Modell für neue Lösungsansätze. Seit den 70er Jahren ist sie in der Chaosforschung populär, da sie das chaotische Verhalten eines zunächst geordneten Systems exemplarisch darstellen kann.

## Veröffentlichungen
- Beitrag zur Bestimmung der Formveränderung gekröpfter Kurbelwellen, Springer, Berlin, 1906.
- Erzwungene Schwingungen bei veränderlicher Eigenfrequenz, F. Vieweg, Braunschweig, 41/42, 1918.
- Reibungsversuch am Gleitlager, Verein Deutscher Ingenieure -Zeitschrift, 72 (15), 495-499, 1928.
- Elastizität und Reibung beim Riementrieb, Forschung auf dem Gebiete des Ingenieurwesens, 2 (3), 99-104, 1931.
- Messung der Zähigkeit durch gleichförmige koaxiale Bewegung einer Kugel in einem Kreiszylinder, Zeitschrift für Angewandte Mathematik und Mechanik, 13, 366-373, 1933.
- A new form of absolute viscometer, First World Petroleum Congress (London, UK), July 18-24, 1933.